# Мымрино
Мы́мрино — село в Знаменском районе Орловской области. Входит в состав Узкинского сельского поселения.

## География
Село находится в 53 км по прямой на северо-запад от Орла на территории национального парка Орловское Полесье.

## История
Село получило своё название от прозвища, которое крестьяне дали своей помещице — они называли её Мымрой.
Деревня Мымрина (Мимрина) упоминается в 1678 году в составе Севского разряда Карачевского уезда как поместье в Хотимльском стане.
После аварии на Чернобыльской АЭС Мымрино оказалось в зоне радиоактивного заражения четвёртой степени.

## Население
| 2002 | 2010 |
| ---- | ---- |
| 193  | ↘155 |

## Известные уроженцы, жители
- Геннадий Зюганов -  лидер КПРФ. Он учился в местной деревенской школе и закончил её с серебряной медалью[3].